# جرمی واچو
جرمی واچو (انگلیسی: Jérémy Vachoux؛ زادهٔ ۷ ژوئیهٔ ۱۹۹۴) بازیکن فوتبال اهل فرانسه است.
از باشگاه‌هایی که در آن بازی کرده‌است می‌توان به باشگاه فوتبال سن-اتین و باشگاه فوتبال لانس اشاره کرد.